# Lazrou
Lazrou (în arabă لازرو) este o comună din provincia Batna, Algeria.
Populația comunei este de 5.143 de locuitori (2008).